# Hordeum tetraploidum
Hordeum tetraploidum är en gräsart som beskrevs av Guillermo Covas. Hordeum tetraploidum ingår i släktet kornsläktet, och familjen gräs. Inga underarter finns listade i Catalogue of Life.